# Jenni Haukio
Jenni Elina Haukio (7 de abril de 1977) é uma poeta finlandesa e a esposa do atual Presidente da Finlândia Sauli Niinistö. Atualmente, ela detém o título não oficial de primeira-dama da Finlândia. Ela se formou na Universidade de Turku com um Mestre de Ciências Políticas grau em 2001. Haukio nasceu em Pori, Finlândia.

## Honras

### Decorações finlandês
- Finlândia: Grã-Cruz da Ordem da Rosa Branca da Finlândia

### Condecorações estrangeiras
- Noruega: Grã-Cruz da Ordem Real Norueguesa de Mérito[2]
- Suécia: Membro da Ordem da Estrela Polar[3]
- Dinamarca: Grã-Cruz da Ordem do Dannebrog
- Estónia: Primeira Classe da Ordem da Cruz de Terra Mariana
- Luxemburgo: Grã-Cruz da Ordem de Adolphe de Nassau (maio de 2016)